# Ayfer Tunç

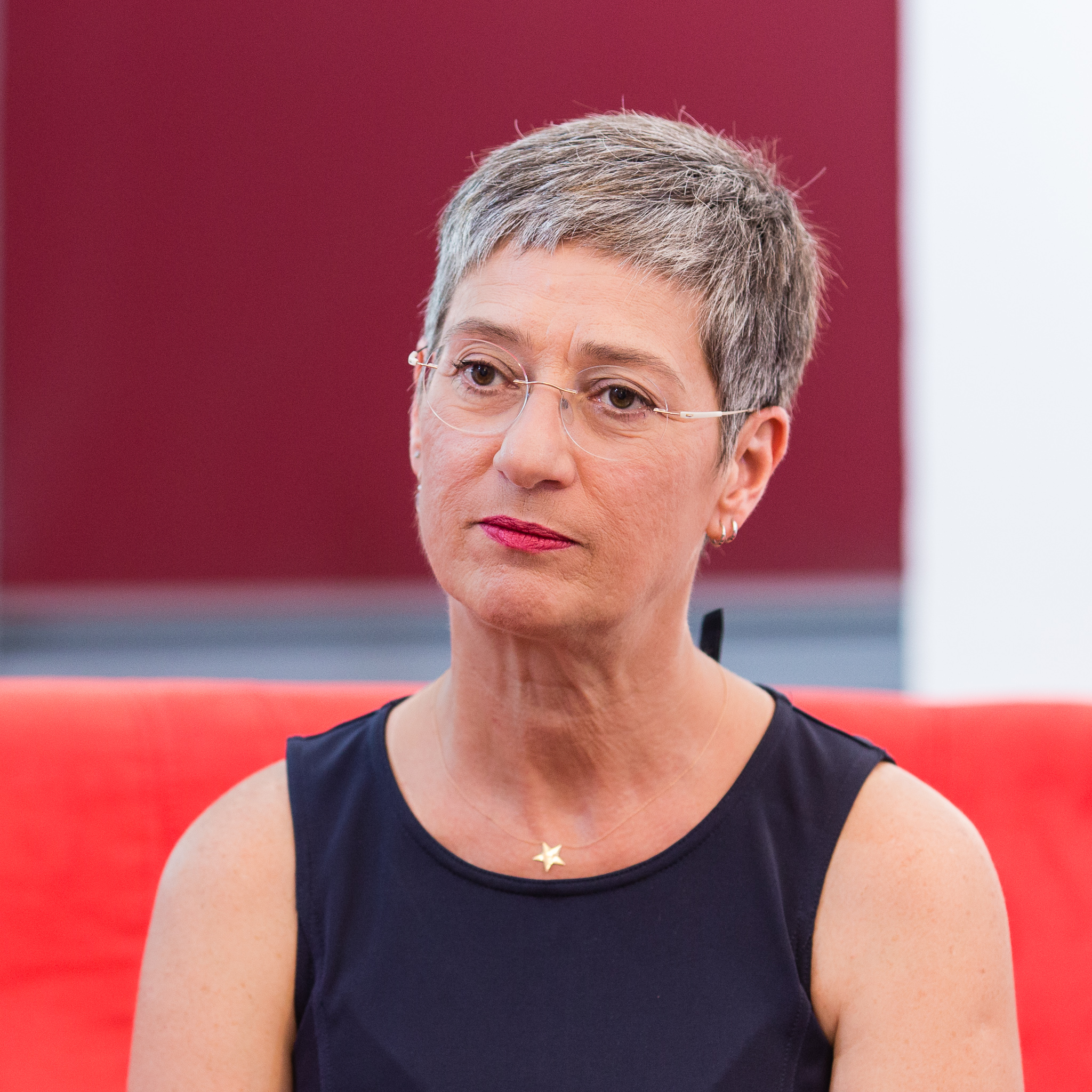
Ayfer Tunç, 2018

Ayfer Tunç (* 2. März 1964 in Adapazarı, Türkei) ist eine türkische Autorin.

## Leben
Tunç schloss ihre Studien an der Universität Istanbul im Fach Politikwissenschaft ab. Bereits während des Studiums schrieb sie eine Anzahl Artikel für verschiedene Zeitschriften für Literatur, Kultur und Kunst. 1989 wurde eine Sammlung ihrer Kurzgeschichten preisgekrönt. 1992 wurde ihr erster Roman Kepok Kili gedruckt.
In den Jahren von 1999 bis 2004 arbeitete Tunç als Chefredakteurin bei dem Istanbuler Verlagshaus Yapı Kredi Publishing House. In dieser Zeit schrieb sie 2001 ein biografisches Buch mit dem englischen Titel My Parents Will Visit You if You Aren't Occupied. 2003 schrieb sie, basierend auf Kurzgeschichten von Sait Faik Abasıyanık, das Drehbuch zu dem Fernsehfilm Havada Bulut (Cloud in the Sky), der im selben Jahr vom staatlichen Fernsehsender Türkiye Radyo ve Televizyon Kurumu (TRT) ausgestrahlt wurde.

## Preise und Auszeichnungen
- 1989: Yunus-Nadi-Preis für Kurzgeschichten für den Sammelband Saklı (Verborgen).
- 2003: Internationaler Balkanika-Preis für Literatur für Maniniz Yoksa Anemler Size Gelecek (My Parents...).

## Veröffentlichungen
- Saklı, Sammlung von Kurzgeschichten (Verborgen), 1989.
- Kepok kili, Roman (Cover Girl), 1992.
- Two-Faced Sexuality, Sachbuch 1994.
- The Aziz Bay Phenomenon, Kurzgeschichte 2000.
- My Parents Will Visit You if You Aren't Occupied, Biografisch 2001.
- Rock-Paper-Scissors (Stein-Papier-Schere) Kurzgeschichte 2003.
- This They Call Life Kurzgeschichte 2007.
- Dünya Ağrısı, Can Yayınları 2014, ISBN 978-975-0719-28-8.
- Die Nacht der grünen Fee, Roman, Übersetzung Gerhard Meier, Merlin Verlag 2023, ISBN 978-3-87536-346-3.